# Klaun

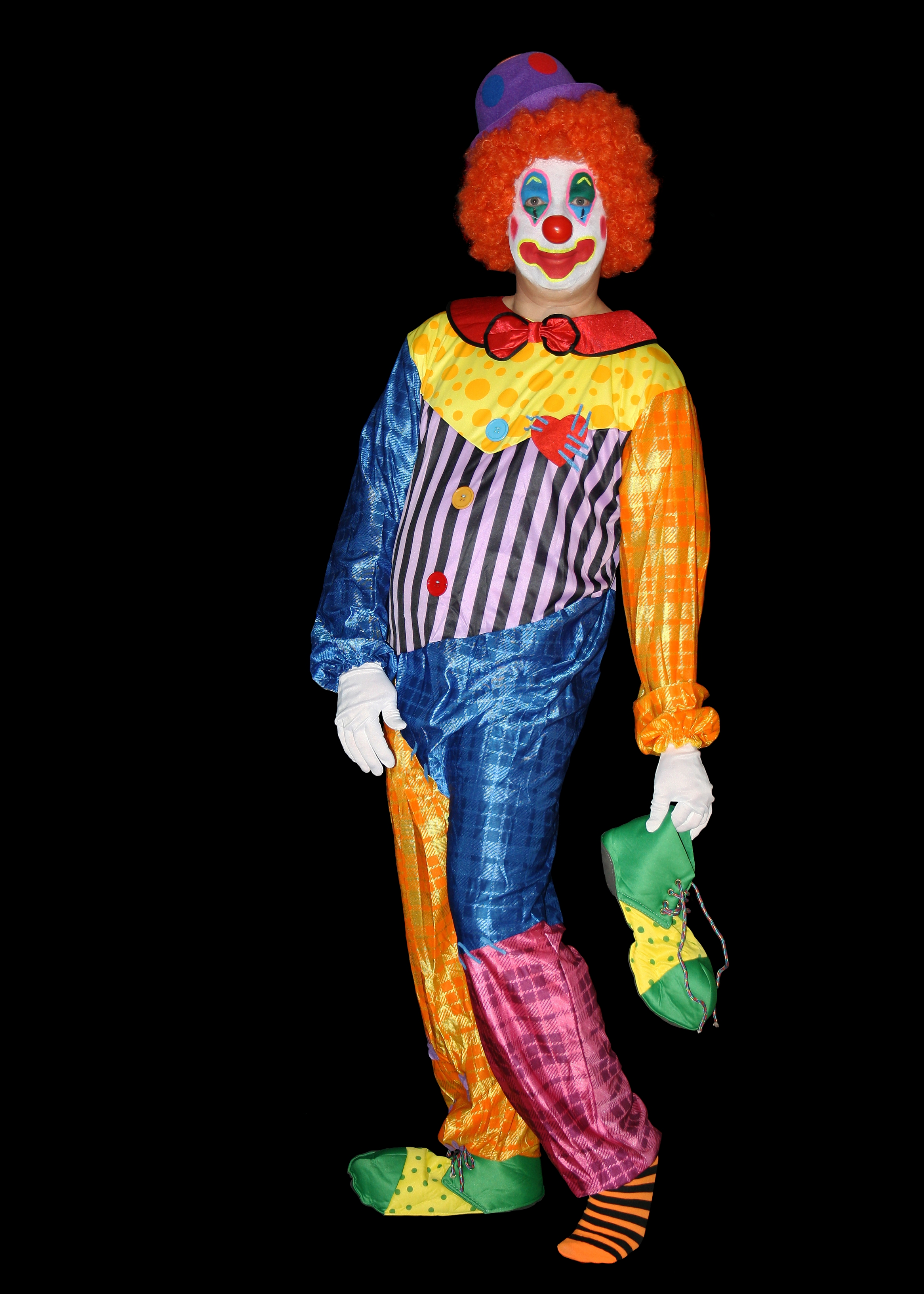
Klaun

Klaun, klown (ang. clown) – artysta komediowy występujący najczęściej w cyrku.

## Etymologia
Termin ukształtował się w XVI wieku; „grać klauna na scenie” co w potocznym rozumieniu miało oznaczać „zachowywać się niewłaściwie”. Słowo „clown” może wywodzić się od islandzkiego słowa „klunni” i szwedzkiego „kluns”, co miało oznaczać osobę niezdarną. Znaczenie słowa „clown” jako głupca, błazna przybrało na początku XVII wieku.
Od słowa klaun pochodzi termin koulrofobia (ang. coulrophobia), oznaczający lęk przed klaunami.

## Historia
Najstarszy ślad klauna znaleziono w czasach piątej dynastii Egiptu, około 2400 roku p.n.e.. W przeciwieństwie do błaznów dworskich, klaun odgrywał ważną rolę społeczno-religijną i psychologiczną, często jego rola wiązała się z kapłanem i odgrywała ją ta sama osoba.

## Opis klauna
Klaun wyróżnia się specjalnym makijażem, w którym dominuje biel i czerwień. Klauni nie mówią podczas występów. Co najwyżej wydają dźwięki odzwierciedlające nastrój niebędące słowami. Bardzo ważną rolę odgrywa mimika. Biały puder pokrywający całą twarz, szminka wykraczająca poza usta i rumieńce pozwalają dostrzegać niewerbalne przekazy nawet tym widzom, którzy siedzą na odległych miejscach. Inne cechy to strój, którego charakterystyczne elementy to: groteskowo duże buty oraz luźne lub w inny sposób niedopasowane ubranie, sztuczny nos w kształcie czerwonej kuli jakby miał katar. Może być maleńki kapelusik z kwiatkiem na długiej antence, peruka lub sztuczna łysina. Całe ubranie powinno składać się z wielu jaskrawych kolorów. Może być jednolitym kombinezonem imitującym ogromny brzuch i uda. Skecze klaunów stanowią zwykle przerywnik głównego przedstawienia. Zawierają one najczęściej elementy slapstickowe i wymagające zdolności akrobatycznych.